# Czepelówka
Czepelówka (610 m) – szczyt na północno-wschodnim krańcu Pasma Solnisk, które w regionalizacji fizycznogeograficznej Polski według Jerzego Kondrackiego zaliczane jest do Beskidu Makowskiego, w nowszej regionalizacji z 2018 roku do Beskidu Żywiecko-Orawskiego, a w najszerszym ujęciu do Beskidu Żywieckiego.
Czepelówka oddziela dolinę Lachówki (stok zachodni) od doliny Stryszawki (stok wschodni). Długi i bezleśny północno-wschodni grzbiet opada w widły tych dwóch rzek. Górna część stoków jest porośnięta lasem, dolną i wymieniony wyżej grzbiet zajmują pola i zabudowania miejscowości Stryszawa i Lachowice. Na wierzchołku znajduje się wieża z przekaźnikami telekomunikacyjnymi. Pola Stryszawki dochodzą niemal pod wierzchołek Czepelówki, jednak na tych najwyżej położonych zaprzestano już uprawy i stopniowo zarastają lasem.